# Four Corners (Wyoming)
Four Corners è una comunità non incorporata della contea di Weston nel Wyoming, negli Stati Uniti. Si trova nel Wyoming nord-orientale vicino alle Bear Lodge Mountains, parte delle Black Hills, all'incrocio tra la U.S. Route 85 e la Wyoming Highway 585. Si trova a nord di Newcastle, a sud-est di Sundance e a sud-ovest di Lead, nel Dakota del Sud. Nata come stazione della diligenza sulla famosa rotta Cheyenne Black Hills Stage Route, che collega Cheyenne e la Union Pacific Railroad con i campi d'oro di Deadwood, oggi è il sito di un piccolo negozio, ranch di bed-and-breakfast, case per le vacanze e campi turistici. Camp Mallo si trova nelle vicinanze.